# ダイコン属
ダイコン属（ダイコンぞく、Raphanus）は、アブラナ科の属の一つである。

## 概要
ヨーロッパから東アジアまで、ユーラシア大陸の温帯地域に広く分布する耐寒性の一年草である。リンネはこの属の植物として、栽培化されたラディッシュ（Raphanus sativus）、セイヨウノダイコン（ワイルドラディッシュ、Raphanus raphanistrum）、ラットテールラディッシュ（Raphanus caudatus）の3つの種を記載した。様々なその他の種（特に東アジアのダイコンの変種）が提案されており、ラットテールラディッシュはR. sativusの変種と見なされることがあるが、明確な意見の一致は得られていない。R. sativusもセイヨウノダイコン R. raphanistrumの亜種（Raphanus raphanistrum subsp. sativus）として扱われることもある。
日本のダイコンと欧米で作られているラディッシュ（二十日大根）は、中国大根とともに同一種である。根茎は多肉質で、球形・円柱形・円錐形・紡錘形などのものがあり、守口大根のように長さが1メートル近くあるものや、桜島大根のように質量が十数キロになるものもある。日本の大根はほとんどが白色であるが、二十日大根は赤や紅紫色のものが多く、中国大根には鮮やかな緑色のもの、外は白いがなかが紅色のものなどがある。花は、菜の花によく似た4弁花で、白のほかにごく淡い黄色や紫のものがある。開花させるとスが入るので、農村地帯でも大根の花を見る機会はあまりないが、割合美しいものである。欧米ではこの属のR. caudatusが、観賞植物として栽培されている。
なお、属名はハツカダイコンを意味する古いギリシャ語から、大根の種名sativusは、「食用の」の意味である。

## ダイコン属でないダイコン
下記の植物は、花や根がダイコンに似ているため、「～だいこん」と言う和名がついているが、ダイコン属とは別の仲間である。
- ハナダイコン（Hesperis matronalis）アブラナ科ハナダイコン属。観賞用植物。
- ワサビダイコン（Armoracia rusticana）アブラナ科ワサビダイコン属。粉わさびの原料などに使われる。
- サトウダイコン（Beta rubra）アカザ科テンサイ属。別名、テンサイ、サトウヂシャ、ビーツ。砂糖を採集するほか野菜としても使われる。